# Enciclopedia Nacional Sueca

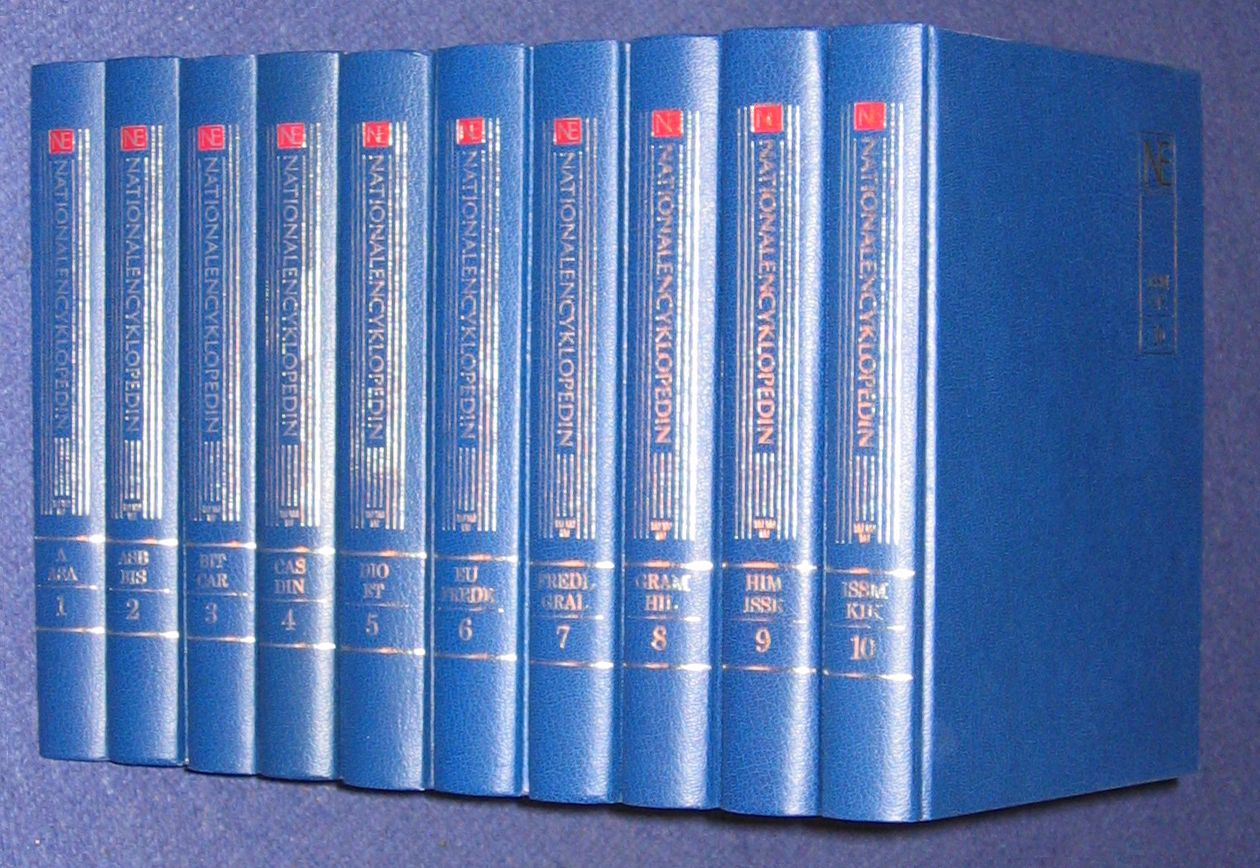
Los diez primeros volúmenes, de 20, de la edición de 1989-1996.

La Nationalencyklopedin (NE) es la enciclopedia contemporánea más completa en sueco. La versión impresa original consta de 20 volúmenes con unos 172 000 artículos, la versión para internet es más amplia (640.000 en 2008).
La enciclopedia fue una iniciativa del gobierno sueco y está financiada por él. El proyecto nació en 1980 en un comité del gobierno y entonces se empezó a negociar con varias editoriales su elaboración. Esta etapa terminó en agosto de 1985 al ser elegido Bra Böcker de Höganäs el editor responsable del proyecto. 
La expectación que creó la obra no había tenido precedentes en el país, antes de que se publicara el primer volumen en diciembre de 1989, la enciclopedia ya había tenido 54 000 encargos en las librerías. El último volumen de la primera edición se publicó 1996, publicándose tres volúmenes adicionales en 2000.
Además de la enciclopedia el proyecto incluye varias obras de referencia más:
- NE:s Ordbok, un diccionario de tres volúmenes (1995-1996).
- NE:s Årsband, volúmenes complementaros sobre acontecimientos actuales o información cambiante que se distribuyen anualmente desde 1997.
- NE:s Sverigeatlas, un atlas de Suecia (1998).
- NE:s Världsatlas, un atlas mundial (1998).
- NE-spelet, un juego de preguntas con 8000 cuestiones (1999).

En 1997 se editó por primera vez en formato digital con un formato de 6 CD-ROMs (posteriormente también DVD) y en el 2000 se creó la página de internet dando servicio por subscripción. Esta versión en línea contiene el diccionario además de las versión actualizada de la enciclopedia. El servicio se ha complementado con muchos temas y aplicaciones que no aparecen en la versión impresa, por ejemplo un diccionario sueco-inglés.